# Błażej Fila
Błażej Fila (24. ledna 1854 – ?) byl rakouský politik polské národnosti z Haliče, na počátku 20. století poslanec Říšské rady.

## Biografie
V době svého působení v parlamentu se uvádí jako majitel hospodářství v obci Wola Raniżowska. Měl středoškolské vzdělání. Veřejně a politicky se angažoval v lidovém hnutí ve Wole Raniżowské. Byl členem Polské lidové strany. Hospodařil na sedmijitrových polnostech.
Působil také coby poslanec Říšské rady (celostátního parlamentu Předlitavska), kam usedl roku 1917. Zastupoval obvod Halič 45. Nastoupil 30. května 1917 místo zesnulého poslance Jana Biśe. Nebyl zvolen v doplňovací volbě, nýbrž automaticky usedl do parlamentu jako předem vybraný náhradník pro případ smrti stávajícího poslance.
Po roce 1917 byl na Říšské radě členem poslaneckého Polského klubu. Po nástupu do parlamentu vstoupil do Polské lidové strany „Piast”. V březnu 1917 se účastnil porady polských lidoveckých poslanců o plánech na administrativní rozdělení Haliče.